# Ceryx formicina
Ceryx formicina là một loài bướm đêm thuộc phân họ Arctiinae, họ Erebidae.